# قوص
قوص هي مدينة في محافظة قنا في مصر، تقع على الضفة الشرقية من نهر النيل جنوب القاهرة بحوالي 645 كم.
يوجد بها المسجد العمري وهو من المساجد العتيقة وبُني على طراز الجامع الأزهر، كما يوجد بها بعض الآثار الفرعونية ويعتقد أن تحت مباني قوص يوجد كمّ هائل من الآثار المصرية القديمة كما يعتقد أنها تحوي معابد للتحنيط.

## القرى التابعة لمركز قوص
- حجازة بحري
- العليقات
- آل الجبالي
- حجازة قبلي
- جزيرة مطيرة
- المسيد
- عباسة
- شنهور
- المعرى
- الكلالسة
- العقب
- الشعراني
- جراجوس
- الخرانقة
- المقربية
- الحمر والجعافرة
- الحراجية
- الكراتية
- المقارين
- خزام
- المقربية
- الجمالية